# عبد الله الجزاف
عبد الله الجزاف ممثل بحريني مواليد المحرق 1959م، وهو حاصل على شهادة الاعدادية. - وهو أحد أعضاء مسرح الجزيرة البارزين، التحق بالمسرح العام 1978، وقدم الكثير من الأعمال المسرحية المحلية مع مسرح الجزيرة من أهمها: مسرحية ممثل الشعب، طق يامطر طق، كان يا ماكان، الدانة، الفشت، ومسرحيات الأطفال: أبناء الوطن، بستان الكرز، دبدوب في خطر وغيرها من المسرحيات، من أعماله التلفزيونية مسلسل الكلمة الطيبة، وليل البيادر، أخوة الشر، أخر الرجال، تالي العمر، سعدون، سرور.
توفي بعام 21 مارس 2003 بعد معاناة طويلة مع مرض.